# Pingasa celata
Pingasa celata là một loài bướm đêm trong họ Geometridae.